# Terrassa Reds
Els Terrassa Reds són un club català de futbol americà i futbol flag de Terrassa, fundat l'any 1993.
Creat com a escissió del Club Deportiu Terrassa, passant de jugar a les instal·lacions d'aquest club a Les Pedritxes a Matadepera al camp federatiu de Hockey al costat del Club Natació Terrassa per passar després d'uns anys a jugar a la Zona Esportiva municipal de Can Jofresa al barri de Can Palet (Terrassa). També ha rebut les denominacions Vallès Reds, JGE Egara Reds (durant l'any 2005) i Puntxarxa Reds (durant la temporada 2012/13), degut al patrocini d'una empresa local. Des de la temporada 2016, juga el seus partits al camp municipal de Can Boada, fruit l'acord de col·laboració amb Club de Futbol Can Boada.

## Palmarès
- 3 Lligues catalanes de futbol americà masculina: 1996, 2016, 2018
- 1 Lliga catalana de futbol americà femenina: 2009